# Chiesa di Santa Maria dell'Alto (Campi Salentina)
La chiesa di Santa Maria dell'Alto è una chiesa che sorge nelle campagne di Campi Salentina, in una zona di confine con l'agro di Cellino San Marco e Squinzano.

## Descrizione
L'aspetto della chiesa fa ritenere che la sua costruzione possa risalire al XIII secolo o XIV secolo. Alcuni autori datano la prima edificazione della chiesa al VI-VII secolo, in base ad alcuni elementi ancora presenti quali la forma dell'abside.
La chiesa, nonostante vari interventi di restauro, rimane in deplorevoli condizioni (anche in quanto spesso oggetto di atti vandalici), nonché scarsamente segnalata da indicazioni stradali.

### Esterno
La chiesa presenta una facciata semplice monocuspidata, in stile romanico, con un piccolo rosone, oggetto di un rifacimento moderno ed un protiro composto da un baldacchino con decorazioni interne con foglie di acanto e una lunetta. Il portale era presumibilmente completato da due colonnine, come tipico nelle strutture romaniche, oggi scomparse.
Sul lato destro dell'edificio sono addossati ambienti probabilmente adibiti a sacrestia o abitazione dei religiosi. Appena accanto alla facciata, si riscontra una piccola edicola.
La copertura dell'edificio è costituita da un tetto a spiovente restaurato in tempi moderni. La parte retrostante della chiesa è caratterizzata da una particolare abside, bassa e larga, decorata da quattro paraste, tre larghe finestre, di cui due chiuse, e una sostituita da una stretta monofora. Questi elementi fanno ritenere agli studiosi che l'abside sia un elemento rimaneggiato ma superstite di una precedente chiesa paleocristiana, datata al VI secolo.

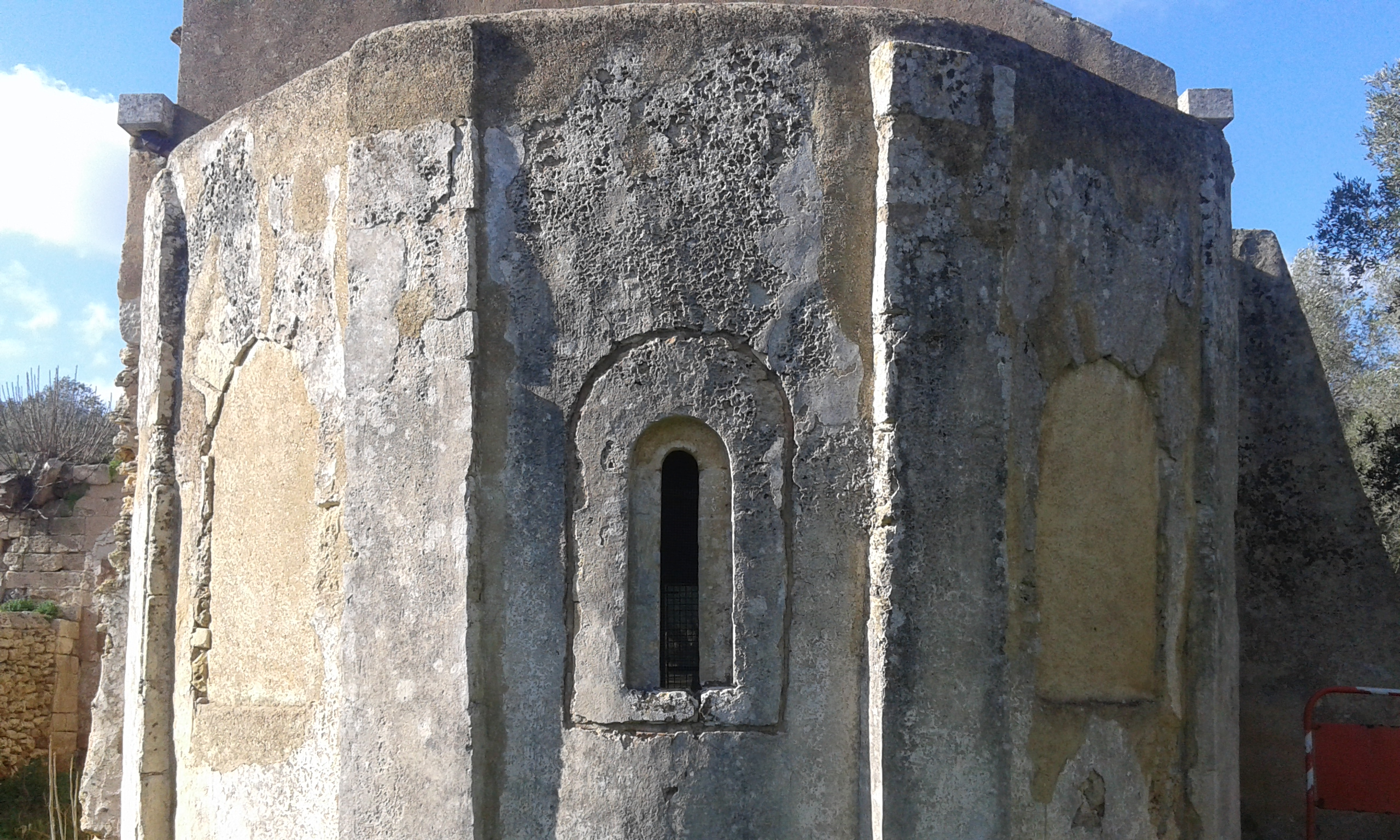
Abside della chiesa

Nella parete sinistra della chiesa sono inseriti una colonna rudentata e un capitello di stile dorico, sicuramente in riuso da edifici presenti nel luogo e di epoca romana; sopra il capitello è visibile un pulvino decorato da una croce affiancata da decorazioni vegetali con foglie disposte a spina di pesce. Di uguale forma e stile è la colonna inserita nella parete opposta della chiesa.

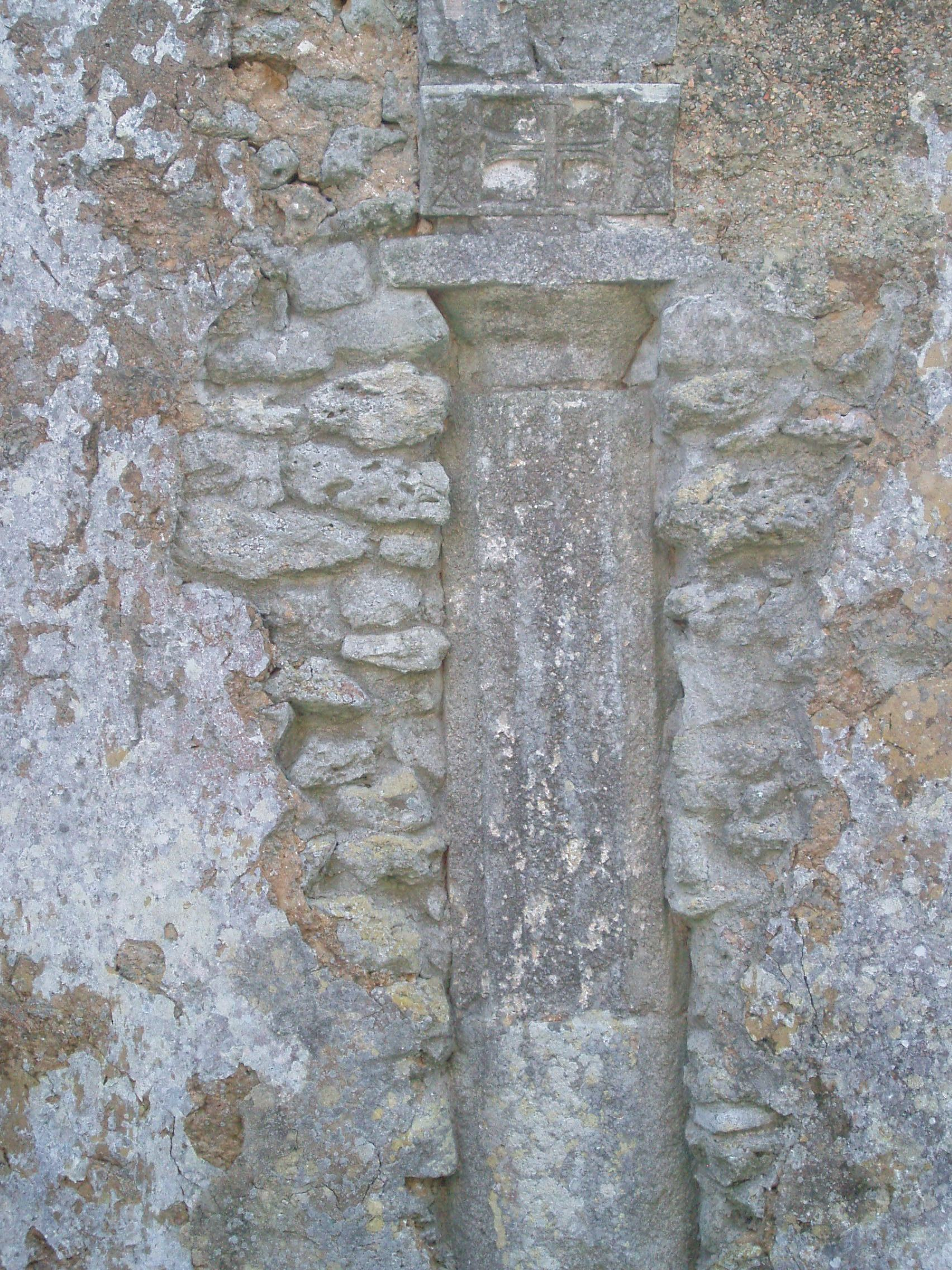
Colonna dorica inserita nel muro destro della chiesa

### Interno
L'interno è articolato in tre navate, divise da sei archi a sesto acuto sostenuti da pilastri ottagonali. Peculiare è la bicromia (bianco e ocra) a fasce alternate degli archi. Sul lato sinistro della navata, sono visibili tracce degli affreschi che dovevano ricoprire la parte centrale della parete.

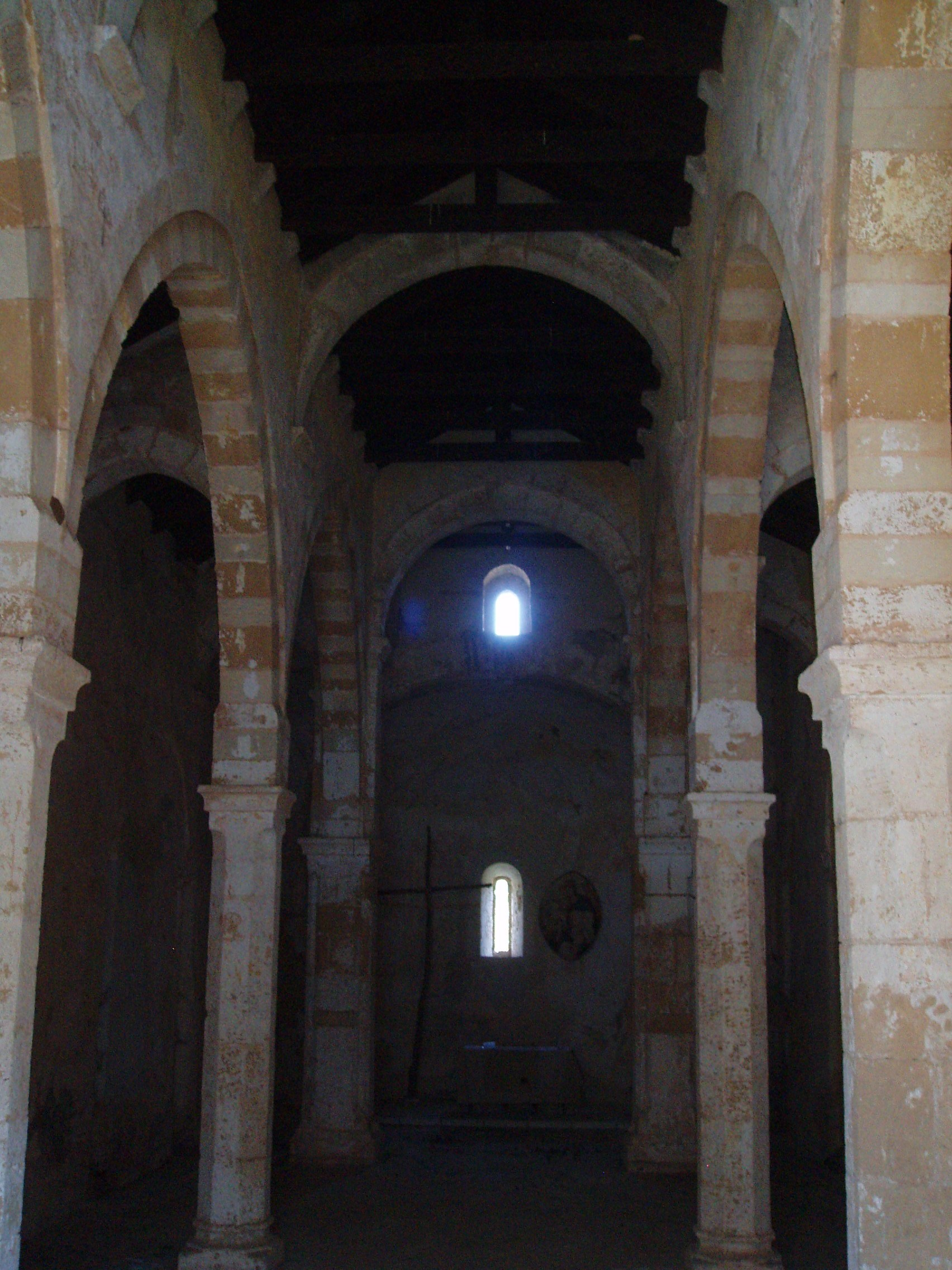
Santa Maria dell’Alto: architettura interna

## Collocazione storica e geografica
Dal punto di vista architettonico, la chiesa ha corrispondenze in edifici vicini (come ad esempio, nell'agro di Lecce, la chiesa di Santa Maria d'Aurio o l'abbazia di Santa Maria a Cerrate) innalzate nel XII secolo, mentre l'uso della bicromia nella costruzione degli archi interni propone collegamenti con altre chiese romaniche più tarde (XIII secolo) come la chiesa di Santa Maria del Casale o la chiesa del Cristo a Brindisi.
Come si è già detto, l'edificio è però da considerare il risultato di una ricostruzione effettuata su una precedente chiesa paleocristiana del VI secolo.
Dal punto di vista geografico, l'edificio risulta vicino ad antichi casali denominati "Terenzano", "Bagnara" e "Sant'Elia", in cui sono attestate aree di necropoli di epoca romana. La chiesa risulta attualmente collocata in aperta campagna, in un luogo molto distante dalle reti viarie principali che si ritiene esistessero anche nel medioevo nei territori circostanti. Una di queste era sicuramente la Via Traiana Calabra di collegamento fra i due centri principali di Brindisi e Lecce e poi più a sud, fino ad Otranto. Questa strada passava infatti per Valesio e l'abbazia di Santa Maria a Cerrate, come attestato dall'Itinerarium burdigalense. Si può supporre però che la chiesa di Santa Maria dell'Alto fosse posizionata lungo un'altra antica via che da Oria raggiungeva Lecce, passando negli agri di Torre Santa Susanna, San Donaci, Mesagne, Cellino San Marco e si ricongiungeva, a Lecce, con la via Traiana Calabra, permettendo di raggiungere Otranto. Nel percorso fra Oria e la Chiesa di Santa Maria dell'Alto, sono ancora presenti tracce di diversi edifici di epoca romana e successiva: chiesa di San Pietro a Crepacore a Torre Santa Susanna, Terme romane di Malvindi a sud di Mesagne, tempietto di San Miserino a nord di San Donaci, reperti archeologici ritrovati presso la masseria "La Mea", a Cellino San Marco. Questo percorso è fatto coincidere con il presunto Limitone dei Greci, interpretato sia come confine tra gli antichi territori bizantini e longobardi sia come linea di comunicazione fra le aree nord e sud del Salento.